# Svingerudsstenen
Svingerudsstenen är en runsten i Norge, som är den äldsta som har upptäckts. Den grävdes fram hösten 2021 vid en arkeologisk utgrävning av ett gravfält vid Svingerud i Hole kommun, på halvön Røyse vid Tyrifjorden. Runstenen är ett platt block av rödbrun ringerikssandsten med måtten 31 × 32 centimeter, och ristningarna har daterats genom radiometrisk datering till åren 50 före Kristus som tidigast och 275 efter Kristus som senast.
Gravfältet bestod av fyra gravhögar och två flatmarksgravar från äldre järnålder. Graven, som runstenen hittades i, innehöll förutom runstenen kremerade människoben, träkol och sten. Träkolen och gravgodset i graven daterades till 25–250 efter Kristus, medan benresterna daterades till 25–120 efter Kristus, vilket sammanfaller med äldre romartid. Graven innehöll också en sporre, som daterades till samma tidsrymd. Både C14-dateringarna från gravhögen och från flatmarksgraven faller inom romartid.
På stenens framsida finns åtta inristade runor, som har tolkats av runologen Kristel Zilmer som ”idiberug”. Arkeologerna är osäkra på om stenen är ristad till minne ”för Idibera”, eller om det var meningen att skriva namnet ”Idibergu” eller ”Idiberung”. Eftersom skrivsätten har varierat avsevärt över århundradena, är det osäkert hur budskapet ska tolkas. Stenen har dessutom flera inristningar som inte tolkas som runor, och beträffande dessa är det oklart om de är gjorda med något budskap eller om de kan vara någon form av skrivövning eller klotter. De tre första bokstäverna i runalfabetet f u þ a r k finns nämligen också på Svingerudsstenen: ᚠ (f), ᚢ (u) och ᚦ (th).
De arkeologiska utgrävningarna i Hole utfördes av  Kulturhistorisk museum vid Universitetet i Oslo i samband med ett planerat väg- och järnvägsbygge mellan Sandvika och Hønefoss. Svingerudsstenen är den enda runsten som har upptäckts i ett fyndsammanhang som ger en datering till en sådan tidpunkt som tiden före år 300 efter Kristus.